# Хлопководство в Никарагуа
Выращивание хлопчатника и производство хлопка в Никарагуа — составная часть сельского хозяйства и одна из значимых отраслей экономики Никарагуа.

## История
После заключения в 1850 году между Великобританией и США «договора Клейтона — Булвера» начинается интенсивное проникновение в Никарагуа иностранного капитала, прежде всего — из США. Процесс активизировался в 1855 - 1856 гг. (когда власть в Никарагуа захватил У. Уокер) и в период с 1867 по 1893 годы (когда власть в Никарагуа находилась в руках партии консерваторов, которые выражали интересы крупных землевладельцев и ориентировались на США) - до 1870-х годов наиболее влиятельными были скотоводы, впоследствии — производители кофе.
Попытка создать в Никарагуа "хлопковое государство" с использованием труда рабов была предпринята в середине 1850-х годов У. Уокером, который был связан с капиталистами южных штатов США. Одним из своих декретов 22 сентября 1856 года он восстановил рабство (которое было отменено в 1824 году), однако армия Уокера была вытеснена из страны и разгромлена.
По состоянию на 1892 год, выращиваемый в стране хлопок использовался для обеспечения потребностей населения страны и не экспортировался (он перерабатывался местными ремесленниками, которые изготавливали домотканую ткань для пошива одежды, парусину и мешковину).
В 1934 - 1938 годы сбор хлопка в среднем составлял около 1 тыс. тонн в год.
После второй мировой войны второй важнейшей экспортной культурой страны (после кофе) стал хлопчатник, посевы которого в 1949 году составляли 800 га, однако после начала летом 1950 года войны в Корее начали быстро увеличиваться.
В начале 1950-х годов Никарагуа являлась слаборазвитой аграрной страной, экономика которой специализировалась на выращивании кофе и бананов, однако уже в 1951 году сбор хлопка составил 17 тыс. тонн. Помимо экспорта волокна в стране было освоено производство хлопкового масла, однако вплоть до начала 1960-х годов хлопковое семя в основном экспортировали в Японию, и лишь затем начали жать масло, скармливая жмых скоту. С 1950-х годов на плантациях хлопка началось использование пестицидов.
В 1958 году было собрано 49 тыс. тонн хлопка. В 1959 году посевы хлопчатника очень сильно пострадали от насекомых-вредителей.
13 декабря 1960 года Сальвадор, Гватемала, Гондурас, Коста-Рика и Никарагуа подписали соглашение о создании организации «Центральноамериканский общий рынок» с целью ускорить экономическое развитие путём объединения материальных и финансовых ресурсов, устранения торгово-таможенных ограничений и координации экономической политики.
В 1961 году было собрано 41 тыс. тонн хлопка. В 1962 году общая площадь земель под хлопчатником составляла 72 тыс. га (рост площадей под хлопчатником произошёл в основном за счёт распашки части пастбищ) и в стране было собрано 46,4 тыс. тонн хлопка (более 75% которого было экспортировано в Японию, ФРГ и Нидерланды), однако продолжающееся падение мировых цен на кофе и хлопок (составлявших основную часть экспорта) привели к ухудшению экономического положения страны. В результате, активизировалось крестьянское движение, имели место забастовки рабочих хлопковых плантаций.
В целом, в первой половине 1960-х годов хлопок выращивали в крупных плантационных хозяйствах в западных департаментах страны (в районе городов Манагуа, Леон, Чинандега и Коринто). Посев производится в июле, в начале периода дождей, а сбор урожая начинали в ноябре и он продолжался в течение сухого сезона вплоть до апреля. Кофейные и хлопковые плантации страны находились в собственности семейства Сомоса.
В 1960-е годы объёмы использования пестицидов на плантациях хлопка увеличивались, пестициды активно рекламировали и продавали в кредит.
В 1968/69 году сбор хлопка составил 67,6 тыс. тонн, но в сентябре 1969 года ураган "Франселия" причинил ущерб хлопковым плантациям страны. Тем не менее, экспорт хлопка-волокна и семян хлопка в 1969 году остался главным источником доходов от внешней торговли страны (они составили 36,4% от всей стоимости экспорта 1969 года).
По состоянию на начало 1970-х годов, Никарагуа оставалась экономически отсталой аграрной страной, специализировавшейся в основном на производстве экспортных сельскохозяйственных культур (кофе, бананы и хлопок) со слаборазвитой промышленностью. Хлопчатник по-прежнему выращивали в крупных плантационных хозяйствах на Тихоокеанском побережье. Однако с распространением искусственных волокон и синтетических тканей началось снижение спроса на хлопок.
В 1972 году площадь земель под хлопчатником составляла 120 тыс. га, сбор - 105 тыс. тонн хлопка-волокна; доходы от экспорта хлопка составили 22,2% от стоимости экспорта 1971 года.
После победы Сандинистской революции 19 июня 1979 года правительство страны приняло закон № 3 о национализации собственности семейства Сомоса, и к 16 октября 1979 года все принадлежавшие семейству Сомоса хлопковые плантации были национализированы.
Несмотря на боевые действия (в результате которых оказалась уничтожена часть урожая), в 1979 году в стране было собрано 109 тыс. тонн из 144 тыс. тонн выращенного хлопка-волокна.
Осенью 1979 года между СССР и Никарагуа были восстановлены дипломатические отношения. В дальнейшем было подписано соглашение о экономическом сотрудничестве между Никарагуа и СССР, в соответствии с которым СССР создал в Никарагуа опытную станцию по выращиванию хлопчатника, а также предоставил Никарагуа партию тракторов "Кировец" и минеральные удобрения.
Хотя сельскохозяйственные рабочие на плантациях работали с пестицидами с 1960-х годов без защитной одежды, до 1980 года случаев отравления пестицидами в стране официально зафиксировано не было (хотя иностранными медиками симптомы отравления пестицидами были отмечены при лечении жертв землетрясения в Манагуа 23 декабря 1972 года). Однако после развития системы здравоохранения в начале 1980-х годов началось выявление многочисленных случаев отравления ДДТ и другими пестицидами среди крестьян и других категорий населения. После этого правительство ввело ограничения на использование пестицидов и запрет на использование ряда химических средств для борьбы с вредителями и болезнями растений.
В дальнейшем, в условиях организованной США экономической блокады и начавшихся боевых действий против "контрас" положение в экономике страны осложнилось, однако хлопок оставался в числе основных экспортных культур Никарагуа. Кроме того, при помощи СССР, Кубы и других социалистических стран в 1980-е годы в стране началось развитие текстильной промышленности. В результате, к середине 1980-х годов Никарагуа превратилась в аграрно-индустриальную страну (уже в 1985 году промышленность составляла 27 % от ВВП страны, а сельское хозяйство — 23 %).
22-23 октября 1988 года ураган «Джоан» нанёс значительный (около 828 млн. долларов) урон экономике страны. Так как с целью обеспечения независимости Никарагуа от импорта продовольствия началась диверсификация сельского хозяйства, к 1990 году площадь земель под хлопчатником была уменьшена до менее чем 3000 гектаров. На ранее занятых под хлопчатником землях начали выращивать не только традиционные продовольственные культуры (кофе, сахарный тростник, бананы, фасоль и др.), но и менее привычные культуры (такие как кунжут, чёрные бобы Phaseolus vulgaris, арахис и овощи).
25 февраля 1990 года президентом страны стала Виолета Барриос де Чаморро, при поддержке США начавшая политику неолиберальных реформ, в результате которых в стране начался экономический кризис, сопровождавшийся деиндустриализацией (к 1994 году доля сельского хозяйства увеличилась до 32,8% ВВП, промышленности - сократилась до 17,3% ВВП).
13 декабря 1991 года Никарагуа стала членом Системы центральноамериканской интеграции (SICA), а 3 сентября 1995 года - вступила во Всемирную торговую организацию и отменила ограничения на импорт тканей, готовой одежды и иных текстильных изделий.
В результате, в 1990-е годы в стране было практически свёрнуто производство хлопка, однако к началу 2000-х годов ситуация в экономике стабилизировалась. Никарагуа вновь превратилась в аграрную страну, основой экономики которой стало сельское хозяйство. По состоянию на 2000 год, основными экспортными товарами страны являлись кофе, хлопок, тростниковый сахар, бананы, древесина (в том числе, ценных пород) и золото.